# Valerio Borghese
Valerio Borghese, italijanski častnik, * 6. junij 1906, Artena, Roma, Kraljevina Italija, † 26. avgust 1974, Cádiz, Španija.

## Življenjepis
Borghese je bil poveljnik 10. lahke flotilje, ki je izvedla številne pomorske specialne operacije, nakar je bil od 1943 do 1945 poveljnik divizije X. MAS.